# Teyl harveyi
Teyl harveyi là một loài nhện trong họ Nemesiidae.
Teyl harveyi được miêu tả năm 2004 bởi Main.